# Szekler

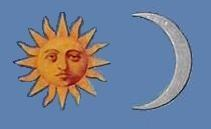
Szeklernas traditionella flagga med solen och månen.

Szekler (ungerska: Székely, rumänska: Secui, tyska: Szekler) är en ungersk folkgrupp som huvudsakligen lever i Transsylvanien i Rumänien och på andra sidan gränsen till Serbien i Vojvodina.

## Hemland
Till skillnad från de flesta andra etniska minoriteterna i Rumänien bor szeklerna koncentrerat till ett enda geografiskt område som kallas för Székelyföld (Szeklernas land). Enligt gällande rumänsk statistik bor det omkring 670 000 szekler i huvudsak i länen Harghita, Covasna och delar av Mureș. Szeklerna utgör en väsentlig del av den ungerska minoriteten i Rumänien. Det har förts en debatt om att bilda en autonom region av Székelyföld.

## Språk
Den ungerska som szeklerna talar är något skild från standardungerska, både vad gäller ordförråd, grammatik och intonation. I vissa fall har szeklerna bevarat vad som i standardungerska numera är arkaismer. Detta är ännu tydligare i Rumänien än i Serbien, eftersom standardungerska i hög grad påverkats av slaviska språk.

## Historia
Under medeltiden var szeklerna del av Unio Trium Nationum ("De tre folkens union") som var en koalition av de tre transsylvanska stånden, vilka förutom szeklerna utgjordes av den (huvudsakligen ungerska) adeln och de saxiska (det vill säga tyska) borgarna. Dessa tre folkslag styrde Transsylvanien, antingen i samförstånd eller konflikt med varandra. De rumänska invånarna var i huvudsak livegna, vilket även många ungrare var. De rumäner, som var ortodoxa, hade inte några politiska rättigheter. 
Den mest omfattande beskrivningen av szeklernas land och traditioner skrevs 1859-1868 av Balázs Orbán i verket "Székelyföld leírása" (En beskrivning av szeklernas land).
Genetik: Modern genetisk forskning visar på att ungrarna till viss del härstammar från hunnerna.